# افشانه محوشونده

استفاده از کف موقت در جام جهانی ۲۰۱۴ برزیل به محل توپ و زیر پای بازیکنان سوئیس (قرمز) دقت کنید. تصویر بازی سوئیس و اکوادور را نمایش می‌دهد.

افشانه محوشونده یا اسپری محوشونده ماده‌ای است که در زمین‌های مسابقات ورزشی و برای نشانه گذاری توسط داور و به منظور مطمئن شدن از اجرای صحیح قوانین بازی و دوری از هر گونه خطا استفاده می‌شود. کف موقت نخستین بار در ورزش فوتبال مورد استفاده قرار گرفت. به عنوان مثال از این کف برای نشان گذاری جای دقیق توپ و محل ایستادن ردیف مدافعان در ضربه آزاد، استفاده می‌شود.